# Paul Poupard
Paul Joseph Jean Poupard (ur. 30 sierpnia 1930 w Bouzillé) – francuski duchowny rzymskokatolicki, doktor nauk teologicznych i nauk humanistycznych specjalizujący się w historii Kościoła, arcybiskup, biskup pomocniczy Paryża w latach 1979–1980, wiceprzewodniczący sekretariatu ds. niewierzących w latach 1980–1985, kardynał od 1985 (najpierw w stopniu diakona, w 1996 promowany do stopnia prezbitera), przewodniczący sekretariatu ds. niewierzących w latach 1985–1993, przewodniczący Papieskiej Rady ds. Kultury w latach 1988–2007, przewodniczący Papieskiej Rady ds. Dialogu Międzyreligijnego w latach 2006–2007.

## Życiorys
Kształcił się w seminariach w Beaupréau i Angers, następnie na paryskiej Sorbonie, gdzie obronił doktoraty z teologii i historii. Przyjął święcenia kapłańskie 18 grudnia 1954. Pracował m.in. jako wykładowca szkoły przy francuskiej sekcji watykańskiego Sekretariatu Stanu, otrzymał honorowe tytuły papieskie - kapelana Jego Świątobliwości (1965) i prałata honorowego (1971). W latach 1972–1980 był rektorem Instytutu Katolickiego w Paryżu. Pełnił funkcję wiceprzewodniczącego Francuskiego Towarzystwa Historii Kościoła, był autorem wielu publikacji, Akademia Francuska przyznała mu Wielką Nagrodę Kardynała Grente. Otrzymał również Legię Honorową.
2 lutego 1979 Jan Paweł II mianował go biskupem pomocniczym Paryża, ze stolicą tytularną Usula; sakry biskupiej ks. Poupardowi udzielił metropolita paryski kardynał François Marty 6 kwietnia 1979. W czerwcu 1980 Poupard został promowany do rangi arcybiskupa i przeszedł do pracy w Kurii Rzymskiej, pełniąc obowiązki przewodniczącego Sekretariatu ds. Niewierzących. Brał udział w kolejnych sesjach Światowego Synodu Biskupów w Watykanie, a w II sesji specjalnej dla Kościoła europejskiego (październik 1999) był jednym z delegatów przewodniczących.
25 maja 1985 został wyniesiony do godności kardynalskiej, z diakonią Sant'Eugenio. Wraz z nominacją kardynalską został pełnoprawnym przewodniczącym Sekretariatu ds. Niewierzących, a w kwietniu 1988 dodatkowo przewodniczącym Papieskiej Rady ds. Kultury; zachował stanowisko przewodniczącego Rady po włączeniu do niej Sekretariatu ds. Niewierzących w marcu 1993, dopiero śmierć Jana Pawła II w kwietniu 2005 zawiesiła dalsze pełnienie przez kardynała Pouparda tej funkcji; nowy papież Benedykt XVI powierzył mu ponownie kierowanie Radą. W marcu 2006 dodatkowo objął funkcję przewodniczącego Papieskiej Rady ds. Dialogu Międzyreligijnego (w czerwcu 2007 papież mianował następcą Pouparda na tym stanowisku kardynała Jeana-Louisa Taurana, który objął obowiązki we wrześniu 2007).
Uczestniczył w konklawe w kwietniu 2005.
Kardynał wielokrotnie reprezentował papieża na licznych uroczystościach rocznicowych i religijnych, a także na pogrzebie kardynała Henri de Lubaca (1991). W styczniu 1996 został promowany do rangi kardynała-prezbitera bazyliki św. Praksedy w Rzymie. 3 września 2007 przestał pełnić funkcję przewodniczącego Papieskiej Rady ds. Kultury, jego następcą został abp Gianfranco Ravasi.
W 2007 został nagrodzony tytułem doktora honoris causa Katolickiego Uniwersytetu Lubelskiego.
30 sierpnia 2010 utracił prawo do udziału w konklawe.